# Piaskarze
Piaskarze – realistyczny obraz olejny polskiego malarza Aleksandra Gierymskiego. Powstały w roku 1887, a więc pod koniec pobytu artysty w Warszawie, obecnie znajduje się w Muzeum Narodowym w Warszawie.

## Opis obrazu
Obraz przedstawia piaskarzy pracujących na brzegu Wisły, przerzucających piasek z łodzi na wysokie nabrzeże. Rytmicznie rozmieszczone po lewej stronie kadru postaci z łopatami ukazane są w różnych stadiach ruchu. Dzieło cechuje jednolita kolorystyka, w której dominują tony szaroniebieskie i ugry. Kompozycja jest asymetryczna i otwarta. Na dalszym planie perspektywę zamyka kilka barek i most Kierbedzia, co pozwala zlokalizować scenę na warszawskim Powiślu. Obniżony horyzont sprawia wrażenie, jakby widz obserwował scenę z poziomu lustra wody.

## Wnioski
Za sprawą prac takich jak Piaskarze, o Gierymskim mówiono, że cechowała go postawa chłodnego, skrupulatnego obserwatora natury, w swoich dziełach, pozbawionych narracyjnej opisowości, starał się uchwycić ulotny nastrój dostrzeżony w przyrodzie. Przede wszystkim pasjonował go problem światła i zależnej od niego zmienności tonów barwnych.